# Caution (Hot Water Music)
Caution is het zesde studioalbum van Hot Water Music en werd uitgebracht in 2002 op Epitaph Records. Het nummer "Remedy" is te horen in het videospel Tony Hawk's Underground.

## Nummers
1. "Remedy" - 2:38
2. "Trusty Chords" - 2:49
3. "I Was On A Mountain" - 3:39
4. "One Step To Slip" - 3:20
5. "It's All Related" - 3:24
6. "The Sense" - 2:37
7. "Not For Anyone" - 2:44
8. "Sweet Disasters" - 2:41
9. "Alright For Now" - 3:53
10. "We'll Say Anything We Want" - 2:51
11. "Wayfarer" - 2:57
12. "The End" - 2:49